# حركة الإصلاح والنهضة
حركة الإصلاح والنهضة هي حركة إصلاح شامل، بدأت منذ عام 1998 في الإسكندرية، تهدف إلى بناء نهضة مصر في جميع المجالات: الاجتماعية، والاقتصادية، والسياسية والثقافية والدينية.

## نبذة
تؤمن الحركة بأهمية الجمع بين التدين الأصيل والمعاصرة في الطرح ومراعاة مستجدات الواقع، وتتبنى الحركة فكر التغيير الاجتماعي، الذي يؤمن بأن النهضة الحقيقية تبدأ بالتركيز على بناء الإنسان.
وتسعى الحركة لتكوين عقد اجتماعي جديد، و تتبنى مبدأ الحوار بديلا عن الصراع في التعامل مع جميع القوى السياسية والاجتماعية الأخرى، وتركز على إعداد الكوادر القيادية الشابة في جميع ميادين الإصلاح، كما تنتهج سياسة العمل المؤسسي في جميع مجالات الإصلاح، وأنشأت بالفعل العديد من المؤسسات في شتى مجالات النهضة المصرية.

## حزب الإصلاح والنهضة
بعد ثورة 25 يناير أنشأت الحركة حزبًا سياسيًا (حزب الإصلاح والنهضة) وهو حزب وسطي الفكر يؤمن بمبدأ المواطنة وسيادة القانون.